# Wilaya de Relizane
La wilaya de Relizane (en arabe : ولاية غليزان ;  en tamazight : ⵜⴰⵏⴻⴱⴹⵉⵜ ⵏ ⵖⵉⵍⵉⵣⴰⵏ), est une wilaya algérienne située au nord-ouest du pays.

## Géographie

### Localisation
La wilaya se situe au nord-ouest du pays. Elle est délimitée :
- au nord, par la wilaya de Mostaganem ;
- à l'ouest, par la wilaya de Mascara ;
- à l'est, par la wilaya de Chlef ;
- au sud, par les wilayas de Tiaret et Tissemsilt.

| Wilaya de Mostaganem |                    | Wilaya de Chlef      |
|                      | wilaya de Relizane |                      |
| Wilaya de Mascara    | Wilaya de Tiaret   | Wilaya de Tissemsilt |

### Climat
La wilaya a deux climats différents et est dominée par le climat méditerranéen chaud en été et un autre climat continental, chaud semi-aride qui est le climat du chef-lieu.

## Histoire
Important carrefour civilisationnel, la région de Relizane abrite des sites et monuments historiques romains, berbère et ottomans, principalement à Mazouna, Sidi M'hamed Ben Ali Ammi Moussa et El-Kalaâ. Contre la pénétration coloniale française, la résistance populaire a connu son summum en 1864 sous la férule du cheikh Lazreg Belhadj,.
Ammi Moussa a été la capitale d'Abou Hammou Moussa II au XIIIe siècle après l'occupation de Tlemcen par les Mérinides. Selon Ibn Khaldoun, les Beni-Arif furent gouverneurs de Sour Kelmitou (Mostaganem) et de Mazouna.

## Organisation de la wilaya

### Walis
| N° | Wali                      | Début             | Fin               |
| -- | ------------------------- | ----------------- | ----------------- |
| 1  | Omar Djamel Benchaâbane   | 4 avril 1984      | 26 juillet 1989   |
| 2  | Mohamed Ouahcène Oussedik | 26 juillet 1989   | 29 octobre 1989   |
| 3  | Mohamed Salaheddine Ahriz | 29 octobre 1989   | 21 août 1991      |
| 4  | Lahbib Habchi             | 21 août 1991      | 2 novembre 1993   |
| 5  | Adda Selouani             | 2 novembre 1993   | 30 juin 1994      |
| 6  | Abdelouahab Laroussi      | 30 juin 1994      | 11 juillet 1995   |
| 7  | Brahim Lemhel             | 11 juillet 1995   | 22 août 1999      |
| 8  | Miloud Tahri              | 22 août 1999      | 17 août 2004      |
| 9  | Djelloul Boukarabila      | 17 août 2004      | 30 septembre 2010 |
| 10 | Abdelkader Kadi           | 30 septembre 2010 | 5 mai 2014        |
| 11 | Hadjri Derfouf            | 22 juillet 2015   | 2015              |
| 12 | Faouzi Benhassine         | 5 octobre 2016    |                   |
| 13 | Nacera Brahimi            | 13 juillet 2017   | 31 août 2020      |
| 14 | Attallah Moulati          | 31 août 2020      | 14 septembre 2022 |
| 15 | Abdesslam Lakhal Ayat     | 14 septembre 2022 | 27 novembre 2023  |
| 16 | Sami Medjoubi             | 2 janvier 2024    | 19 février 2025   |
| 17 | Kamel Berkane             | 19 février 2025   | en cours          |

### Daïras de la wilaya de Relizane
La wilaya de Relizane compte 13 daïras.

### Communes de la wilaya de Relizane
La wilaya de Relizane compte 38 communes.

## Ressources hydriques

### Barrages
Cette wilaya comprend les barrages suivants :
- Barrage de Gargar[18] ;
- Barrage de Sidi M'hamed Benaouda[19] ;
- Barrage de Merdja Sidi Abed[20].

Ces barrages font partie des 65 barrages opérationnels en Algérie alors que 30 autres sont en cours de réalisation en 2015.

## Santé
- Hôpital Mohamed Boudiaf.
- Hôpital de Yellel.
- Hôpital de Oued Rhiou.
- Hôpital de  Mazouna.
- Hôpital de Mendes.
- Hôpital de Ammi Moussa.

## Tourisme
- Kalaa, vestiges historiques romains et musulmans ;
- Sidi M'Hamed Ben Ali,  vestiges de la ville romano-punique Timici à Ain Metboul
- Zemmora, ruines romaines ;
- Ammi Moussa, vestiges romains et zianides, lieux de résistance de l’ALN ;
- Mazouna, la Medersa ;
- Relizane, ville historique (ruines de la mina) ;
- Aïn Tarek, El Madina ou El Kherba : traces de fabrication de fer et poteries ;
- Lahlef : entre Oued Rhiou et Ammi Moussa, commune qui contient un barrage nommé Guerguer et une grande superficie de terres agricoles.